# 地方分権推進委員会
地方分権推進委員会（ちほうぶんけんすいしんいいんかい）は、1995年5月に成立した地方分権推進法に基づいて、内閣総理大臣の諮問機関として1995年7月3日に発足した機関（委員長：諸井虔）。地方分権推進法は、当初5年間の時限立法であったため、活動は2000年までの予定であったが、後に1年間の延長を受けて2001年まで活動し、同年6月14日に最終報告を行っている。
2010年（平成22年）3月まで活動した地方分権改革推進委員会とは、直接の関連はない。

## 活動内容
1995年に設置され、翌1996年から1998年にかけて5次に渡る勧告を行い、また2000年にも2回の意見を提出している。最終報告は2001年8月に提出している。委員は民間企業の経営者や自治体首長、大学教授などから任命された。
1999年には当委員会の勧告に従って地方分権一括法が制定され、機関委任事務が廃止されるなど、自治体の権限を拡大する改革にも繋がった。戦後、長らく大きな変化を経なかった地方自治に対して、初めてと言って良いほどの変化を及ぼす改革を行う原動力となった。

## 委員名簿
- 諸井虔（委員長）
- 堀江湛（委員長代理）
- 西尾勝
- 桑原敬一
- 長洲一二
- 樋口恵子
- 山本壮一郎